# Březinky
Březinky település Csehországban, a Svitavyi járásban. Březinky Biskupice, Vysoká, Kladky és Chornice településekkel határos. Lakosainak száma 126 fő (2024. január 1.).

## Népesség
A település lakosságának változását az alábbi diagram mutatja:
| Lakosok száma | 245  | 211  | 207  | 193  | 210  | 134  | 131  | 129  | 120  | 126  |
|               | 1869 | 1900 | 1921 | 1961 | 1980 | 2011 | 2016 | 2019 | 2021 | 2024 |